# Chief of Naval Operations

Dienstflagge des Chief of Naval Operations

Der Chief of Naval Operations  (kurz CNO, dt. etwa: Chef der Marineoperationen) ist der ranghöchste Offizier und Admiralstabschef der US Navy. Von 1922 bis 1945 war der Chief of United States Fleet der ranghöchste Offizier der Navy und der Chief of Naval Operations der zweithöchste Offizier der Navy.

## Aufgaben
Die Dienststellung CNO ist ein Admiral, der administrativ dem Secretary of the Navy (SecNav; dt. etwa: Marineminister) unterstellt ist, nicht aber operativ. Er hat eher eine administrative denn operative Rolle innerhalb der US Navy, die Kommandokette umgeht ihn, da der Verteidigungsminister Befehle direkt an regionale Kommandostellen, die Unified Combatant Commands weitergibt. Er wird von seinem Stellvertreter, dem Vice Chief of Naval Operations, unterstützt.
Als Mitglied der Joint Chiefs of Staff (JCS), dem vereinigten Generalstab der US-Streitkräfte, ist der CNO der Hauptberater des Präsidenten in Marinefragen, verantwortlich für die Ressourcenverteilung in der US Navy und die operative Einsatzfähigkeit der ihm unterstellten Streitkräfte.
Sein Hauptquartier befindet sich auf dem Washington Navy Yard.

## Liste der Chiefs of Naval Operations
| Nr. | Name                           | Bild | Beginn der Berufung | Ende der Berufung  |
| --- | ------------------------------ | ---- | ------------------- | ------------------ |
|     | James W. Kilby (kommissarisch) |      | 22. Februar 2025    | amtierend          |
| 33. | Lisa Franchetti                |      | 3. November 2023    | 22. Februar 2025   |
| 32  | Michael M. Gilday              |      | 22. August 2019     | 14. August 2023    |
| 31  | John M. Richardson             |      | 18. September 2015  | 22. August 2019    |
| 30  | Jonathan W. Greenert           |      | 23. September 2011  | 18. September 2015 |
| 29  | Gary Roughead                  |      | 29. September 2007  | 23. September 2011 |
| 28  | Michael G. Mullen              |      | 22. Juli 2005       | 29. September 2007 |
| 27  | Vernon E. Clark                |      | 21. Juli 2000       | 22. Juli 2005      |
| 26  | Jay L. Johnson                 |      | 16. Mai 1996        | 21. Juli 2000      |
| 25  | Jeremy M. Boorda               |      | 23. April 1994      | 16. Mai 1996       |
| 24  | Frank B. Kelso II.             |      | 29. Juni 1990       | 23. April 1994     |
| 23  | Carlisle A. H. Trost           |      | 1. Juli 1986        | 29. Juni 1990      |
| 22  | James D. Watkins               |      | 30. Juni 1982       | 30. Juni 1986      |
| 21  | Thomas B. Hayward              |      | 1. Juli 1978        | 30. Juni 1982      |
| 20  | James L. Holloway III.         |      | 29. Juni 1974       | 1. Juli 1978       |
| 19  | Elmo R. Zumwalt                |      | 1. Juli 1970        | 29. Juni 1974      |
| 18  | Thomas H. Moorer               |      | 1. August 1967      | 1. Juli 1970       |
| 17  | David L. McDonald              |      | 1. August 1963      | 1. August 1967     |
| 16  | George W. Anderson, Jr.        |      | 1. August 1961      | 1. August 1963     |
| 15  | Arleigh A. Burke               |      | 17. August 1955     | 1. August 1961     |
| 14  | Robert B. Carney               |      | 17. August 1953     | 17. August 1955    |
| 13  | William M. Fechteler           |      | 16. August 1951     | 17. August 1953    |
| 12  | Forrest P. Sherman             |      | 2. November 1949    | 22. Juli 1951      |
| 11  | Louis E. Denfeld               |      | 15. Dezember 1947   | 2. November 1949   |
| 10  | Chester W. Nimitz              |      | 15. Dezember 1945   | 15. Dezember 1947  |
| 9   | Ernest J. King                 |      | 2. März 1942        | 15. Dezember 1945  |
| 8   | Harold R. Stark                |      | 1. August 1939      | 2. März 1942       |
| 7   | William D. Leahy               |      | 2. Januar 1937      | 1. August 1939     |
| 6   | William H. Standley            |      | 1. Juli 1933        | 1. Januar 1937     |
| 5   | William V. Pratt               |      | 17. September 1930  | 30. Juni 1933      |
| 4   | Charles F. Hughes              |      | 14. November 1927   | 17. September 1930 |
| 3   | Edward W. Eberle               |      | 21. Juli 1923       | 14. November 1927  |
| 2   | Robert E. Coontz               |      | 1. November 1919    | 21. Juli 1923      |
| 1   | William S. Benson              |      | 11. Mai 1915        | 25. September 1919 |